# Acripioides
Acripioides is een geslacht van vlinders van de familie visstaartjes (Nolidae), uit de onderfamilie Chloephorinae.

## Soorten
- A. trimacula Strand, 1920